# 양서정수대대
양서정수대대(兩棲偵搜大隊, 영어: Amphibious Reconnaissance and Patrol Unit (ARPU))는 중화민국 해군육전대 지휘부의 직할 대대급 상륙정찰부대이다. 표어는 "Semper fidelis"(永遠忠誠, 영원충성)

## 역사
1950년, 해군육전대 사령부 직속 중대로 창설되었다.
1969년, 육전 제1사단 소속 연대의 정수소대와 사단 본부대대 정수중대가 사단 직속 정수대대로 병합되었다.
1979년, 육전 제77사단과 사단 직속 정수중대  또한 창설되어, 1984년까지 운영되었다.
1997년에 육전 제66사단, 2001년에 육전 제99사단이 해체되어 여단으로 축소될 때, 사단 직속 정수대대와 정찰중대, 정치작전중대가 양서정수대대로 전속하였다.
2004년, 육전특근대가 양서정수대대로 전속하였다.
2005년, 해군 수중폭파대대가 중대로 감축되고 양서정수대대로 전속하였다.
2018년, 국방부가 1억 3,425만 NT$를 들여 해양특수작전훈련기지를 건설하였다.

## 부대
- 정수 제1중대
- 정수 제2중대
- 특근중대(중국어판)
- 수중폭파중대(중국어판)
- 지원중대

## 같이 보기
- 육군: 제101양서정찰대대